# Kushui He
Kushui He är ett vattendrag i Kina. Det ligger i den autonoma regionen Ningxia, i den nordvästra delen av landet, omkring 45 kilometer söder om regionhuvudstaden Yinchuan.
Genomsnittlig årsnederbörd är 307 millimeter. Den regnigaste månaden är juli, med i genomsnitt 80 mm nederbörd, och den torraste är december, med 1 mm nederbörd.